# 沈崇傃
沈崇傃（469年—507年），字思整，吳興武康人，南北朝南齊、南梁官員，因有孝行而聞名。
沈崇傃的曾祖父沈敞之是劉宋太尉沈慶之的弟弟，父親沈懷明則是南兗州刺史。他六歲時父親去世，號哭得超過禮節。長大後以抄寫書本供養母親。南齊建武初年從奉朝請起家；在永元末年遷任司徒行參軍。南梁天監初年，他擔任前軍將軍鄱陽王蕭恢的參軍事，到天監三年（504年）獲吳興太守柳惲起用為主簿。他跟隨柳惲到郡後接來母親，但母親未來到就逝世，他因為自己未能為母親侍疾，就打算尋死，不喝水漿，日夜哭號，十多天後即將斷氣。沈崇傃的兄弟對他說：「母親尚未殯葬，你就獨自毀滅，並非顧全孝道的行為。」他才領悟，進食少許食物，之後到數里外母親埋葬的地方，不躲避雨雪，倚傍墳邊哀傷悲痛。晚上經常有猛獸過來，聲音好像在歎息；又因為家貧無力遷葬，行乞一年多才完成殯葬。
之後沈崇傃在母親墓旁居住，以自己居喪不完善治服三年，長期只吃麥屑，不吃鹽醋，坐臥在草席上令腳部虛腫，站不起來。郡縣推舉他的孝行，梁武帝得知後派遣中書舍人慰勉，下詔讓他除喪，擢任太子洗馬，表彰家庭。沈崇傃奉詔停止服喪，但仍然像居喪時哭泣，推辭官職，年多後才接受永寧縣令的職務，他自以俸祿不及供養母親，悲傷怨恨自己到不得了，到縣就去世了，虛歲三十九。

## 家族
- 曾祖父劉宋征虜參軍沈敞之[3]
- 祖父劉宋黃門侍郎沈僧榮[3]
- 父親劉宋冠軍將軍沈懷明[1][2]

## 引用
1. 1 2 3  《梁書·卷四十七·列傳第四十一》：沈崇傃字思整，吳興武康人也。父懷明，宋兗州刺史。崇傃六歲丁父憂，哭踴過禮。及長，傭書以養母焉。齊建武初，起家爲奉朝請。永元末，遷司徒行參軍。天監初，爲前軍鄱陽王參軍事。三年，太守柳惲辟爲主簿。
2. 1 2 3  《南史·卷七十四·列傳第六十四》：沈崇傃字思整，吳興武康人也。父懷明，宋兗州刺史。崇傃六歲丁父憂，哭踴過禮。及長，事所生母至孝，家貧，常傭書以養。天監二年，太守柳惲辟為主簿。
3. 1 2 3  《宋書·卷七十七·列傳第三十七》：沈慶之，字弘先，吳興武康人也。兄敞之……兄子僧榮，敞之之子也。孝建初，為安成相。荊、江反叛，發兵拒臧質，質遣其安成相臧眇之討僧榮，擊破之。大明中，為兗州刺史。景和中，徵為黃門郎，未還，卒。子懷明，太宗泰始初，居父憂，起為建威將軍，東征南討有功，封吳興縣子，食邑四百戶。歷位黃門侍郎，再為南兗州刺史。元徽初，丁母艱，去職。桂陽王休範為逆，起為冠軍將軍，統水軍防固石頭，朱雀失守，懷明委軍奔走，頃之憂卒。
4. ↑  《梁書·卷四十七·列傳第四十一》：崇傃從惲到郡，還迎其母，母卒。崇傃以不及侍疾，將欲致死，水漿不入口，晝夜號哭，旬日殆將絕氣。兄弟謂之曰：「殯葬未申，遽自毀滅，非全孝之道也。」崇傃之瘞所，不避雨雪，倚墳哀慟。每夜恒有猛獸來望之，有聲狀如歎息者。家貧無以遷窆，乃行乞經年，始獲葬焉。
5. ↑  《南史·卷七十四·列傳第六十四》：崇傃從惲到郡，還迎其母，未至而母卒。崇傃以不及侍疾，將欲致死，水漿不入口，晝夜號哭，旬日殆將絕氣。兄弟謂曰：「殯葬未申，遽自毀滅，非全孝道也。」崇傃心悟，乃稍進食。母權瘞，去家數里，哀至輒之瘞所，不避雨雪。每倚墳哀慟，飛鳥翔集。夜恒有猛獸來望之，有聲狀如歎息者。家貧無以遷厝，乃行乞經年，始獲葬焉。
6. ↑  《梁書·卷四十七·列傳第四十一》：旣而廬於墓側，自以初行喪禮不備，復以葬後更治服三年。久食麥屑，不啖鹽酢，坐臥于單荐，因虛腫不能起。郡縣舉其至孝。高祖聞，卽遣中書舍人慰勉之，乃下詔曰：「前軍沈崇傃，少有志行，居喪逾禮。齋制不終，未得大葬，自以行乞淹年，哀典多闕，方欲以永慕之晨，更爲再朞之始。雖卽情可矜，禮有明斷。可便令除釋，擢補太子洗馬。旌彼門閭，敦茲風教。」崇傃奉詔釋服，而涕泣如居喪，固辭不受官，苦自陳讓，經年乃得爲永寧令。自以祿不及養，怛恨愈甚，哀思不自堪，至縣卒，時年三十九。
7. ↑  《南史·卷七十四·列傳第六十四》：既而廬於墓側，自以初行喪禮不備，復以葬後更行服三年。久食麥屑，不噉鹽酢，坐臥于單荐，因虛腫不能起。郡縣舉至孝。梁武聞，即遣中書舍人慰勉之，乃詔令釋服，擢補太子洗馬，旌其門閭。崇傃奉詔釋服，而涕泣如居喪。固辭不受官，乃除永寧令。自以祿不及養，哀思不自堪，未至縣，卒

## 延伸阅读
[在维基数据编辑]
 《梁書/卷47》，出自姚思廉《梁書》